# ACT.Global
ACT.Global blev stiftet i 2013 af Carsten Jensen og var et teknologifirma beliggende i Kastrup, der solgte bakteriebekæmpelse som byggede på nanoteknologi.
Selskabet havde flere erhvervs- og sportsfolk i ejerkredsen, herunder Adam Falbert, Johan Wedell-Wedellsborg, Jan Leth Christensen, Ole Kristoffersen, Bjarne Goldbæk, Henrik Larsen og Jakob Friis-Hansen.
Efter en række artikler i danske medier viste det sig dog at regnskaberne var stærkt misvisende og resultaterne oppustede. Den 20. august 2020 tog Skifteretten selskabet under rekonstruktionsbehandling og den 29. september 2020 blev selskabet begæret konkurs.